# Liège (okręg)
Liège (fr. Arrondissement administratif de Liège, nld. Arrondissement Luik, niem. Bezirk Lüttich) – okręg w północnej Belgii, w Regionie Walońskim, w prowincji Liège.  

## Podział administracyjny
Okręg podzielony jest na 24 gminy (nld. gemeente, fr. commmune, niem. Gemeinde), w skład których wchodzi 100 dzielnic (deelgemeente)
| - Ans, miasto - Alleur - Loncin - Xhendremael - Awans - Fooz - Hognoul - Othée (Elch) - Villers-l’Évêque (Biscopweiler) - Aywaille - Ernonheid - Harzé - Sougné-Remouchamps - Bassenge (Bitsingen) - Boirs (Beurs) - Eben-Emael - Glons (Glaaien) - Roclenge-sur-Geer (Rukkelingen-aan-de-Jeker) - Wonck (Wonk) - Beyne-Heusay - Bellaire - Queue-du-Bois - Blegny - Barchon - Housse - Mortier - Saint-Remy - Saive - Trembleur - Chaudfontaine - Beaufays - Embourg (Emburg) - Vaux-sous-Chèvremont - Comblain-au-Pont - Poulseur - Dalhem - Berneau (Berne / Bernau) - Bombaye (Bolbeek) - Feneur - Mortroux - Neufchâteau - Saint-André (Sint-Andries) - Warsage (Weerst) | - Esneux - Tilff - Flémalle - Awirs - Chokier - Flémalle-Grande - Flémalle-Haute - Gleixhe - Ivoz-Ramet - Mons-lez-Liège - Fléron - Magnée - Retinne - Romsée - Grâce-Hollogne - Bierset - Grâce-Berleur - Hollogne-aux-Pierres - Horion-Hozémont - Velroux - Herstal, miasto - Liers - Milmort - Vottem - Juprelle - Fexhe-Slins - Lantin - Paifve - Slins - Villers-Saint-Siméon - Voroux-lez-Liers - Wihogne (Nudorp) - Liège (Luik / Lüttich), miasto - Angleur - Bressoux - Chênée - Glain - Grivegnée - Jupille-sur-Meuse - Rocourt - Wandre | - Neupré - Éhein - Neuville-en-Condroz - Plainevaux - Rotheux-Rimière - Oupeye - Haccourt - Hermalle-sous-Argenteau (Hermal) - Hermée - Heure-le-Romain (Romaans-Heur) - Houtain-Saint-Siméon (Houtem) - Vivegnis - Saint-Nicolas - Montegnée - Tilleur - Seraing, miasto - Boncelles - Jemeppe-sur-Meuse - Ougrée - Soumagne - Ayeneux - Cerexhe-Heuseux - Évegnée-Tignée - Melen - Micheroux - Sprimont - Dolembreux - Gomzé-Andoumont - Louveigné - Rouvreux - Trooz - Forêt - Fraipont - Nessonvaux - Visé (Wezet), miasto - Argenteau - Cheratte - Lanaye (Ternaaien) - Lixhe (Lieze) - Richelle |